# Études de sécurité
Les études de sécurité (security studies) sont à l'origine une branche de la théorie des relations internationales spécialisée sur l'étude de l'emploi (ou la menace d'emploi) de la force armée. En ce premier sens, qui s'enracine dans le développement d'un champ académique au cours de la guerre froide, elles concernent l'étude des crises et des guerres. Néanmoins, le concept de sécurité a fait depuis l'objet d'une problématisation accrue, à la fois sous l'effet de débats théoriques internes et en raison de la mutation géopolitique induite par la chute du mur de Berlin et de la politique de sécurité nationale. Au réalisme et au néoréalisme prédominant s'est ainsi ajouté un pan baptisé critical security studies, qui couvre un champ plus large.

## Le développement des études de sécurité sous la guerre froide et après
Au sens classique, les études de sécurité se divisent en six branches complémentaire que sont :
- Les études de défense ;
- Les études stratégiques ;
- Les sciences militaires ;
- L'irénologie (Peace Research Institute Oslo, Groupe de recherche et d'information sur la paix et la sécurité fondé en Belgique en 1979, etc.) ;
- La polémologie ;
- La sociologie des conflits armés.

Ce domaine s'est cristallisé autour de revues telles qu’International Security, créée en 1967 au sein du Belfer Center for Science and International Affairs (en) de l'université Harvard ; Security Dialogue (en), qui est l'héritier d'une tendance plus critique développée au sein du Peace Research Institute Oslo et qui correspond davantage aux peace researches (« irénologie »), lesquelles se distinguent de la position réaliste adoptée par la polémologie en poursuivant des objectifs pacifistes ; ou, plus récemment, Security Studies (en), créé en 1991.
Plus récemment de nouveaux centres ont été établis, comme le Prague Security Studies Institute (en), influencé par les néoconservateurs et cofondé par un ancien du Center for Security Policy, un think-tank de Washington.
En 2001, l'Union européenne a créé l'Institut d'études de sécurité de l'Union européenne pour remplacer l'Institut d’études de sécurité de l'Union de l'Europe occidentale, créé en 1990.

## Lescritical security studies
Les Critical Security Studies ont émergé dans les années 1990-2000 en tant qu'alternative aux études de sécurité centrées sur l'État et qui tendaient à considérer comme équivalents la sécurité de l'État (ou « sécurité nationale ») et la sécurité des peuples. Influencées par la perspective adoptée dès les années 1970 par le Peace Research Institute Oslo, elles ont problématisé le concept de sécurité, notamment à travers la notion de « sécurisation » qui désigne la façon dont un thème est construit en tant qu'enjeu de sécurité requérant un processus exceptionnel et sortant du « domaine politique ordinaire » afin d'y faire face.